# Bytnik
Bytnik – wieś sołecka w Polsce położona w województwie dolnośląskim, w powiecie głogowskim, w gminie Głogów, po lewej stronie Odry. Wieś typowo rolnicza.

## Podział administracyjny
W latach 1975–1998 miejscowość położona była w województwie legnickim.

## Demografia
Według Narodowego Spisu Powszechnego (III 2011 r.) wieś liczyła 72 mieszkańców.